# Olbîn, Kozeleț
Olbîn (în ucraineană Олбин) este localitatea de reședință a comunei Olbîn din raionul Kozeleț, regiunea Cernihiv, Ucraina.

## Demografie
Componența lingvistică a localității Olbîn
     Ucraineană (98,39%)
     Rusă (1,61%)
Conform recensământului din 2001, majoritatea populației localității Olbîn era vorbitoare de ucraineană (98,39%), existând în minoritate și vorbitori de rusă (1,61%).